# Piazza di Parte Guelfa
La piazza di Parte Guelfa è un'area del centro storico di Firenze, dominata dal complesso del palagio di Parte Guelfa e dell'ex-chiesa di San Biagio. Si accede alla piazza dal vicolo della Seta, dal chiasso di San Biagio, dal vicolo del Panico e da via Pellicceria. 

## Storia
Lo slargo fu in antico denominato in ragione della titolazione della chiesa di Santa Maria Sopra Porta poi dedicata a san Biagio (quindi piazza di Santa Maria Sopra Porta e successivamente piazza di San Biagio). L'attuale nome, per quanto deliberato solo nel dicembre del 1922, ha di fatto ufficializzato una denominazione che già era corrente (e come tale appare registrata nello Stradario storico amministrativo del Comune di Firenze del 1913) che viceversa esalta la presenza dell'edificio che fa da quinta al lato sud dello slargo, edificato verso la fine del Duecento come residenza dei capitani di Parte Guelfa.

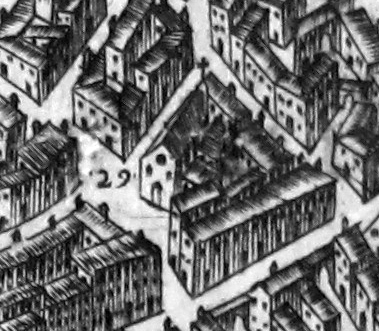
La piazza nella carta del Buonsignori (1594)

Segnata dalla presenza di edifici di grande valore storico e artistico, la piazza conobbe tra Settecento e Ottocento un deciso declino, in particolare per la soppressione della chiesa (1785) e per la sua successiva destinazione a rimessa dei carri del Corpo dei Pompieri, tanto che lo spazio fu inizialmente compreso nell'area delle demolizioni legate al 'risanamento' del Mercato Vecchio e del ghetto ebraico. Grazie però alla decisa azione dell'Associazione in difesa della Firenze antica fondata nel 1898 e forte dell'apporto di molti intellettuali stranieri, la piazza fu risparmiata dal "Risanamento" e interessata poi da un intervento di recupero e in parte di invenzione che vide prima il restauro di palazzo Canacci (1902-1904), quindi di quello già dei Giandonati (1911-1914, entrambi su direzione di Giuseppe Castellucci) e infine del complesso del palagio di Parte Guelfa, condotto da Alfredo Lensi, direttore dell'Ufficio Comunale di Belle Arti, che portò al ripristino della bifora gotica e della merlatura del palazzo (chiaramente leggibili nella documentazione fotografica ottocentesca come tamponate) e l'invenzione della scala esterna. 
Al 1922 si data anche la nuova e attuale denominazione della piazza, già intitolata a San Biagio. 
Danneggiata dall'esplosione delle mine poste dall'esercito tedesco in ritirata nell'agosto del 1944, la piazza ha subito ulteriori interventi di restauro negli edifici che la caratterizzano, anche in tempi molto recenti. Nel suo complesso ha tuttavia conservando l'immagine conferitale nei primi decenni del Novecento sulla base delle preesistenze tre e quattrocentesche, sicuramente con interventi ben lontani dai criteri filologici oggi imperanti, e tuttavia di grande suggestione. Per tali motivi e per quanto ancora oggi conserva di memorie antiche, lo spazio è da considerare di eccezionale valore storico e artistico.

## Descrizione

### Edifici
| Immagine | N°    | Nome                              | Descrizione |
| -------- | ----- | --------------------------------- | --- |
|          | s.n.  | Chiesa di Santa Maria Sopra Porta | Ricordata dal 1038, era così chiamata perché sorgeva presso la porta meridionale della cinta muraria carolingia, dandogli poi il nome (Por "Santa Maria") e ricavandone l'appellativo di "Sopra Porta". L'edificio attuale fu ricostruito alla metà del XIII secolo, probabilmente cambiandone l'orientamento e spostando l'ubicazione, un tempo probabilmente più a ridosso di via Por Santa Maria. Soppressa nel 1785, nell'Ottocento ospitò la caserma del Corpo dei pompieri. Pur gravemente danneggiata dal cambio di destinazione, fu restaurata "in stile" negli anni venti del Novecento. Sul portale, coperto da una tettoia, l'architrave (rifatta nei restauri neomedievali) presenta gli stemmi di Firenze, la Croce del Popolo e della Parte Guelfa. |
|          | 1-2   | Palagio di Parte Guelfa           | Approfittando di alcune proprietà demolite di famiglie ghibelline, nel XIII secolo si iniziò a costruire un edificio che ospitasse la magistratura dei Capitani di Parte Guelfa. Al primo nucleo si aggiunsero presto degli ampliamenti, che culminarono a inizio del Quattrocento con il corpo lungo via di Capaccio, progettato da Brunelleschi per realizzarvi un grande salone. Nel 1589 circa Giorgio vasari creò un'ulteriore aggiunta di completamento, resasi necessaria nel momento in cui erano stati qui trasferiti gli uffici del Monte Comune (1557). Tra Sette e Ottocento la fine delle istituzioni che vi avevano sede comportò un grave decadimento dell'edificio, ridotto a caserma dei pompieri, del quale si ventilò anche la demolizione per creare un nuovo isolato "risanato". Ma anziché portare avanti questo progetto, negli anni venti del Novecento l'intera fabbrica fu oggetto di un complesso intervento di restauro e di ricostruzione (1921-1922), ideato e voluto da Alfredo Lensi, che inglobò anche materiali provenienti da edifici distrutti nel vecchio centro. |
|          | 3     | Palazzo Canacci                   | L'impianto, a pianta quadrangolare fortemente irregolare (tendente a quella trapezoidale), era il risultato dell'aggregazione di tre case a corte mercantili alto medievali (ampliate con l'addizione di altri ambienti) a loro volta sorte su un lotto d'origine romana, di forma irregolare per la presenza del circuito murario al suo ridosso. Nel tardo Quattrocento vide la luce il palazzo dei ricchi mercanti Canacci, caratterizzato da due ariose loggette sugli affacci verso piazza di Parte Guelfa e verso via delle Terme. All'inizio del secolo fu acquistato dal Comune di Firenze che ne promosse un radicale restauro condotto su progetto dell'architetto Giuseppe Castellucci nel 1902-1904. Internamente è unito all'attiguo palazzo Giandonati. |
|          | 1r-2r | Palazzo Giandonati                | Era uno dei molti edifici che qui attorno furono, fin da tempo remoto, posseduti dai potenti Giandonati e fu gravemente danneggiato nelle lotte tra guelfi e ghibellini. Ai primi del XV secolo il palazzo apparteneva ai Malvagia, poi fu della famiglia De' Nobili e, dai primi del Novecento, del Comune di Firenze. Tra il 1911 e il 1914 si intervenne con un restauro su progetto di Giuseppe Castellucci, che provvide a restituire alle finestre l'originaria luce (in alcuni casi ampliata, in altri ridotta), ad aprire le tre finestre alte che guardano su via del Panico così come il relativo portoncino, a ricostruire il finto ammattonato a graffiti sulle labili tracce preesistenti, a ricostruire il tetto a spioventi: due fotografie pubblicate dai Thiem mostrano l'edificio prima e dopo l'intervento. |

### Lapidi
Sulla scalinata esterna del palagio di Parte Guelfa si trova una lapide del 1962, dedicata alle donne di Firenze durante la Resistenza:
| PARI AI COMPAGNI PARTIGIANI CONTRO GLI OPPRESSORI LE DONNE DI FIRENZE RESISTERONO, CONFORTARONO, SPERARONO TESTIMONIANDO ANCHE CON LA VITA CHE IL FOCOLARE È PRIGIONE IL LAVORO SCHIAVITV́ SE MANCANO PACE LIBERTÀ GIVSTIZIA NEL DICIASSETTESIMO ANNIVERSARIO DELLA LIBERAZIONE LA CITTÀ DI FIRENZE 25 APRILE 1962 |

Al 2 di via Pellicceria, ma quasi nella piazza, una lapide che ricorda la prima sede dell'Accademia della Crusca:
| GLI ACCADEMICI DELLA CRUSCA QUI DAL MDXC AL MDCXII COMPILARONO IL PRIMO VOCABOLARIO DELLA LINGUA D'ITALIA IL MUNICIPIO DI FIRENZE PONEVA CON DELIB. DEL XXVII DIC. MDCCCLXXXII |

### Tabernacoli
La piazzetta non presenta tabernacoli, ma nell'attiguo vicolo del panico, in fondo, si trova entro una cornice in pietra una Madonna col Bambino in terracotta, databile agli anni 1950-1960.

### Vicoli
Su piazza di Parte Guelfa confluiscono tre vicoli: 
- il chiasso di San Biagio, che porta a via delle Terme, deve il suo nome alla titolazione antica della piazza, a sua volte legata alla chiesa di San Biagio; un tempo era attraversato da un cavalcavia tra palazzo Canacci e il palagio di Parte Guelfa, che fu demolito durante le ristrutturazioni dell'inizio del XX secolo.
- il vicolo della Seta, che porta in piazza del Mercato Nuovo angolo via di Capaccio, deve il suo nome al palazzo dell'Arte della Seta che lo costeggia; vi si trovano alcuni stemmi dell'Arte della Seta e la cappella di San Bartolomeo dei Bardi, adiacente alla chiesa di San Biagio; in passato venne chiamato anche Chiasso de' Nobili, poiché questa famiglia abitava l'attigua casa Nevaldini.
- il vicolo del Panìco, senza sfondo, che deve il suo nome alla mollica di pane; il nome venne dato nell'Ottocento per ragioni non chiare, prima si chiamava Chiasso di Capaccio e proseguiva fino al vicolo del Davizzi, che sbuca accanto a palazzo Davanzati.